# United Launch Alliance
United Launch Alliance (ULA) est une coentreprise américaine qui développe, fabrique et met en œuvre des lanceurs spatiaux. Elle propose ses services de lancement pour les clients du gouvernement américain.
La coentreprise a été constituée officiellement le 1er décembre 2006, entre Boeing Defense, Space & Security et Lockheed Martin Space Systems. La nouvelle entreprise comptait alors environ 4 500 salariés. Elle a continué l'exploitation des lanceurs existants : Atlas V, Delta II et Delta IV. Depuis 2015, ULA a développé un lanceur afin de remplacer son offre existante avec la Vulcan qui a volé la première fois le 8 janvier 2024.
Le siège social de ULA est basé à Denver dans le Colorado et ses installations de productions et de services sont à Decatur dans l'Alabama, Littleton dans le Colorado et Harlingen au Texas. Le PDG actuel est Tory Bruno[Quand ?].

## Historique

### Création
Boeing et Lockheed Martin annoncèrent le 2 mai 2005 leurs volontés de création de la coentreprise United Launch Alliance. L'objectif est de consolider et de réduire les coûts d'opération pour les clients institutionnels américains.
Cette fusion de deux entreprises pourtant concurrentes et seules présentes sur ce marché institutionnel américain (programme EELV) peut être expliqué par plusieurs facteurs. À l'origine, le gouvernement américain pensait que le marché commercial américain des lancements spatiaux serait dynamique et concurrentiel. Cela ne fut pas le cas à cause du rétrécissement du marché et d'une concurrence internationale forte des lanceurs européens et russes. De plus, à la suite d'un scandale d'espionnage de la part de responsables de Boeing qui ont été retrouvés avec des documents confidentiels sur le lanceur de Lockheed Martin dans leur bureau, Boeing a risqué de perdre son contrat EELV. La fusion des deux divisions spatiales semble être alors la solution la moins coûteuse pour les deux industriels et le gouvernement américain. En effet ce dernier, et surtout sa branche militaire, souhaite à tout prix conserver un accès indépendant à l'espace,.
C'est alors qu'un acteur méconnu à l'époque, SpaceX vint challenger ce nouveau monopole en portant plainte auprès de la Commission fédérale du commerce, le 23 octobre 2005. Cette plainte sera classée sans suite en octobre 2006 car à l'époque aucun autre acteur ne propose les mêmes services que ULA. À cette époque, SpaceX n'a procédé à aucun lancement de son lanceur expérimental léger Falcon 1.

## Désengagement de Boeing
Devant la montée des entreprises du New Space, Boeing tente de développer ses propres technologies sans collaboration avec Lockheed Martin et a annoncé vouloir se séparer de ULA en 2023. L'entreprise qui génère en 2022 un chiffre d'affaires de 1,3 milliard de dollars américains n'a, en octobre 2024, pas trouvé de racheteur.

## Lanceurs actuels
ULA produit actuellement deux lanceurs de familles différentes issues du programme spatial des États-Unis :
- Atlas V. Ce lanceur est issu du missile balistique Atlas conçu dans les années 1950 qui a ensuite mené à la famille de lanceurs Atlas. Il a notamment servi de lanceur pour le programme spatial américain Mercury qui a servi de base pour les programmes Gemini puis pour le programme Apollo.
- Vulcan. Ce lanceur est un projet proposé en 2015 par ULA visant à remplacer à la fois les lanceurs Delta IV et Atlas V pour abaisser les coûts de lancement et être plus concurrentiel sur le marché mais aussi pour s’affranchir de la Russie qui fournit les moteurs RD-180 des fusées Atlas V.
- ULA contribue aussi à la fabrication du SLS (Space Launch System), principal lanceur du programme Artemis.

## Anciens lanceurs
- Delta IV. Ce lanceur est issu du missile balistique Thor conçu dans les années 1950 qui a ensuite mené à la famille de lanceurs Delta déclinée en plusieurs versions, la plus récente étant la Delta IV/Delta IV Heavy.